# Amandina de Schakkebroek
Santa Amandina de Schakkebroek (28 de dezembro de 1872 — 9 de julho de 1900), née Pauline Jeuris, foi uma irmã franciscana de origem belga que serviu na China. Ela foi beatificada e canonizada junto com outros mártires da rebelião Boxer.

## Contexto
Seu nome oficial era "Marie-Pauline Jeuris". Seu pai era Cornelius Jeuris, nascido em 25 de fevereiro de 1830, e sua mãe, Agnes Thijs, nascida em 13 de maio de 1836. Sua mãe morreu em 27 de outubro de 1879 com o nascimento do nono filho. Pauline era a sétima criança.

## Educação
Quando ela tinha apenas sete anos, Pauline já havia perdido sua mãe. Até os quinze anos foi alojada com uma vizinha (Celis-Jans). Depois disso, ela ficou dois anos com a família Van Schoonbeek-Jans.
Ela frequentou a escola primária com as irmãs Ursulinas em Herk-de-Stad. Em 1886, ela servia na congregação das Irmãs do Amor em Sint-Truiden, o que também lhe permitia estudar. Sua irmã mais velha, Marie, já havia ingressado nesta congregação, e sua irmã mais velha, dois anos, Rosalie, também já havia trabalhado lá por dois anos.
Em 2 de agosto de 1892, ela foi para Hasselt para ajudar a casa de sua irmã Anna, doente e viúva com quatro filhos.

## Vida religiosa

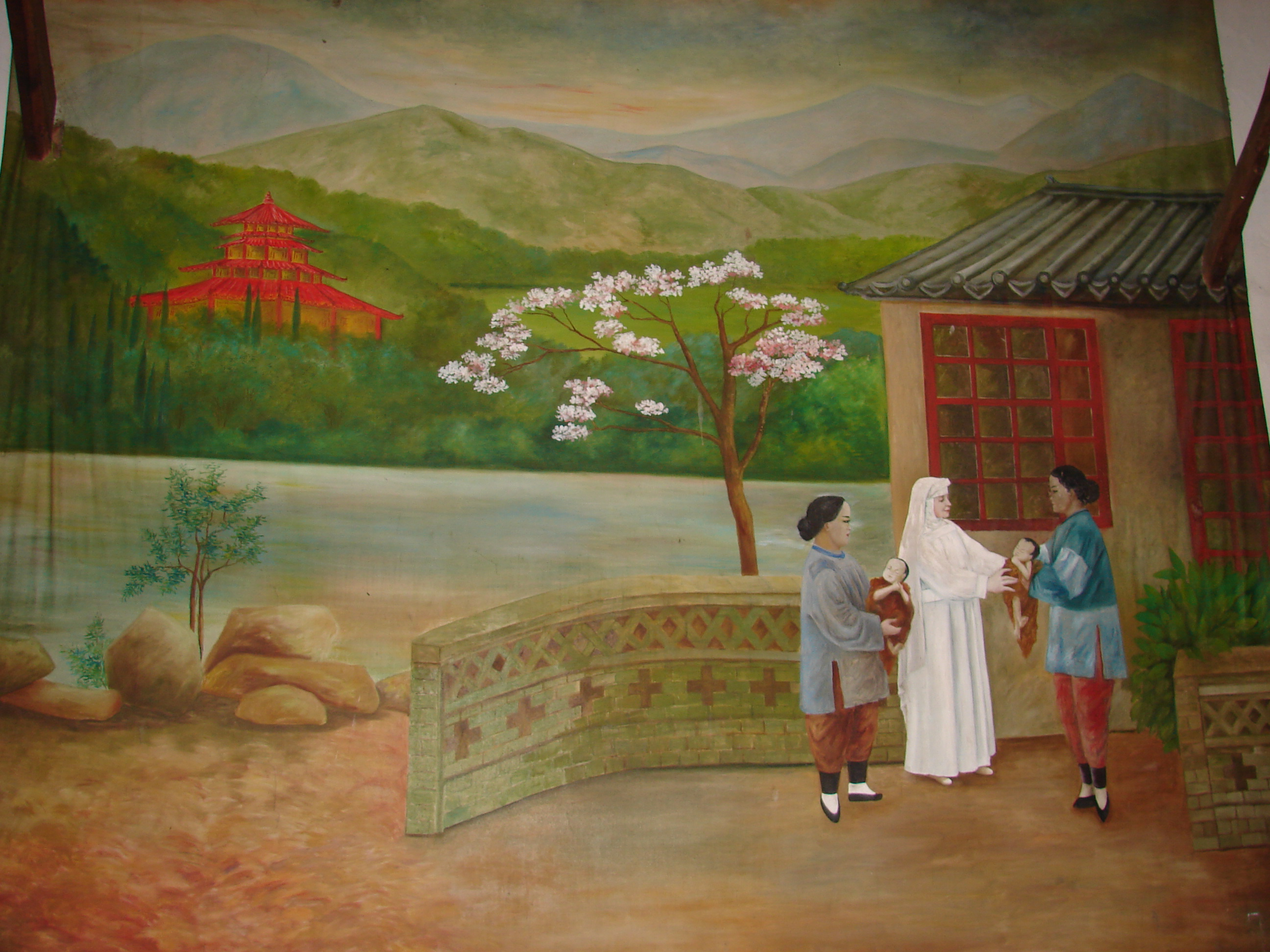
Santa Amandina em seu posto missionário em Taiyuan, China. (Pintura no coro da "Capela Chinesa" do museu Amandina)

Ela ingressou no Instituto das Missionárias Franciscanas de Maria com o nome de Marie Amandine. Sua primeira missão foi em Marselha para cuidar de doentes. Seu segundo foi em Taiyuan para trabalhar no hospital da missão. Seu humor e alegria conquistaram para ela a estima dos chineses, que a chamavam de "a estrangeira risonha".
No decurso da Rebelião Boxer, foi publicado um edital a 1 de Julho de 1900 que, em substância, dizia que o tempo das boas relações com os missionários europeus e os seus cristãos tinha passado: que os primeiros deviam ser repatriados imediatamente e os fiéis obrigados apostatar, sob pena de morte.
Quando ela ouviu a notícia de que uma perseguição se aproximava, Ir. Amandine disse: "Rogo a Deus, não para salvar os mártires, mas para fortalecê-los." Com verdadeira alegria franciscana, ela e seus companheiros encontraram a morte cantando o Te Deum, o hino de ação de graças. Sete irmãs, incluindo Irmã Marie Amandina, foram martirizadas em 9 de julho de 1900 e canonizadas em 1º de outubro de 2000 junto com outros santos mártires da China.